# Alta velocitat a Espanya

Línies d'alta velocitat en servei, en construcció o en estudi.

Xarxa d'alta velocitat en servei.

Mapa de la xarxa d'alta velocitat (línies de nova construcció i millores) amb l'any d'obertura. També mostra línies en construcció, en projecte o d'estudi.

L'alta velocitat a Espanya es compon en l'actualitat de quatre corredors principals de línies d'alta velocitat propietat d'Adif, pels quals circulen diversos serveis, i nombroses línies en construcció o en projecte. Amb més de 3.967 km en servei (en data d'octubre de 2023), aquesta xarxa d'alta velocitat és la més extensa d'Europa i la segona al món, just darrere de la República Popular de la Xina, connectant 47 estacions de 28 províncies espanyoles.
Per aquesta xarxa circulen diversos serveis (AVE, Alvia, Avant...), sent els de major gamma i els més coneguts els serveis AVE, de manera que les línies i trens d'alta velocitat a Espanya són coneguts popularment com a AVE.
El desenvolupament d'infraestructures i trens de fabricació nacional han permès adquirir una experiència en l'elaboració, projecció, execució i explotació de projectes que han ocasionat que els Estats Units prengui com a exemple aquest desenvolupament.

## Trams

### Línies en ús
| Línia                                            | Ciutat que connecta                                              | Obertura  |
| ------------------------------------------------ | ---------------------------------------------------------------- | --------- |
| Nou Accés Ferroviari a Andalusia / Corredor Sud  |                                                                  |           |
| LAV Madrid-Sevilla                               | Madrid · Ciudad Real · Puertollano · Còrdova · Sevilla           | 1992      |
| LAV Còrdova-Màlaga                               | Còrdova · Puente Genil-Herrera · Antequera · Màlaga              | 2007      |
| LAV Madrid-Toledo                                | Madrid · Toledo                                                  | 2005      |
| Corredor Nord-est                                |                                                                  |           |
| LAV Madrid-Saragossa-Barcelona-Frontera Francesa | Madrid · Guadalajara-Yebes · Calataiud · Saragossa · Lleida      | 2003      |
| LAV Madrid-Saragossa-Barcelona-Frontera Francesa | Lleida · Camp de Tarragona                                       | 2006      |
| LAV Madrid-Saragossa-Barcelona-Frontera Francesa | Camp de Tarragona · Barcelona-Sants                              | 2008      |
| LAV Madrid-Saragossa-Barcelona-Frontera Francesa | Barcelona-Sants · Girona · Figueres-Vilafant · Frontera Francesa | 2013      |
| LAV Saragossa-Osca                               | Saragossa · Tardienta · Osca                                     | 2005      |
| Corredor Nord                                    |                                                                  |           |
| LAV Madrid-Segovia-Valladolid                    | Madrid · Segòvia · Valladolid                                    | 2007      |
| Corredor Mediterrani                             |                                                                  |           |
| Varis trams aptes 220 km/h                       | Tarragona · Castelló de la Plana · València · Alacant            | 1996-2006 |
| Corredor de Llevant                              |                                                                  |           |
| Varis trams aptes 220 km/h                       | Alcázar de San Juan · Albacete · Corredor Mediterrani            | 1996-2006 |
| LAV Madrid-Llevant                               | Madrid · Conca · Requena-Utiel · València                        | 2010      |
| LAV Madrid-Llevant                               | Conca · Albacete                                                 | 2010      |

### Línies en construcció
| Línia                                                    | Ciutats que connecta                                                                         | Obertura prevista |
| -------------------------------------------------------- | -------------------------------------------------------------------------------------------- | ----------------- |
| Corredor Sud                                             |                                                                                              |                   |
| LAV Sevilla-Cadis                                        | Sevilla · Jerez de la Frontera · Cadis                                                       | 2015              |
| LAV Madrid-Jaén                                          | Madrid · Alcázar de San Juan · Linares-Baeza · Jaén                                          | 2013              |
| Eje Ferroviario Transversal                              | Sevilla · Marchena · Osuna · estació d'Antequera-Santa Ana · San Francisco de Loja · Granada | 2013              |
| Eje Ferroviario Transversal                              | Huelva · Sevilla                                                                             | 2012–2013         |
| LAV Bobadilla-Algesires                                  | Antequera-Santa Ana · Ronda · Algesires                                                      | 2015              |
| Corredor de la Costa del Sol                             | Nerja · Màlaga · Marbella · Estepona · Algesires                                             |                   |
| Corredor Nord-est                                        |                                                                                              |                   |
| LAV Barcelona-Frontera Francesa                          | Barcelona-Sants · Barcelona-Sagrera · Girona · Figueres                                      | 2013              |
| Corredor Nord                                            |                                                                                              |                   |
| LAV Valladolid-Burgos-Vitòria                            | Valladolid-Campo Grande · Burgos · Miranda de Ebro · Vitòria                                 | 2014              |
| LAV Vitòria - Bilbao - Sant Sebastià / Frontera francesa | Vitòria · Bilbao · Sant Sebastià · Irun · Frontera Francesa                                  | 2016              |
| LAV Venta de Baños - Lleó - Gijón                        | Venta de Baños · Lleó · Oviedo · Gijón                                                       | 2015              |
| Corredor Nord-oest                                       |                                                                                              |                   |
| LAV Olmedo-Zamora-Galícia                                | Olmedo (Valladolid) · Medina del Campo · Zamora · Ourense · Santiago de Compostel·la         | 2013              |
| Eje Atlántico de Alta Velocidad                          | Vigo · Pontevedra · Santiago de Compostel·la · La Corunya                                    | 2014              |
| LAV Vigo-Ourense                                         | Vigo · Pontevedra · Ourense                                                                  | 2016              |
| Corredor Llevant                                         |                                                                                              |                   |
| LAV Madrid-Alacant                                       | Motilla del Palancar · Albacete · Corredor Mediterrani                                       | 2013              |
| Corredor Mediterrani                                     |                                                                                              |                   |
| LAV Tarragona-València                                   | Camp de Tarragona · Castelló de la Plana · València                                          |                   |
| LAV València-Alacant                                     | València · Alacant                                                                           | 2012              |
| LAV Alacant-Múrcia-Cartagena                             | Alacant · Elx · Múrcia · Cartagena                                                           | 2014              |
| LAV Múrcia-Almeria                                       | Múrcia · Vera · Llorca · Almeria                                                             | 2014              |
| Corredor Sud-oest                                        |                                                                                              |                   |
| LAV Madrid-Extremadura-Lisboa                            | Madrid · Talavera · Plasència · Càceres · Mèrida · Badajoz · Frontera portuguesa             | 2013              |

### Línies projectades
Es preveu un augment de l'oferta geogràfica de l'AVE, mitjançant la posada en marxa de noves línies d'alta velocitat per ADIF, segons el Pla Estratègic d'Infraestructures i Transport (PEIT), que culminarà el 2020, i que pretén eixamplar-se per tota la península Ibèrica, uns 10.000 km de línies d'alta velocitat[2].
Santander Mediterrani
Santander – Saragossa – Terol – Sagunt.
Narbona Perpinyà
Narbona - Perpinyà - Frontera. Formarà part de la xarxa francesa del TGV, i encara no té el recorregut consensuat.
Corredor Nord-est
Calataiud – Sòria.
Saragossa – Castejón de Ebro – Logronyo – Miranda de Ebro.
Castejón de Ebro – Pamplona – la "Y" Basca.
Corredor Nord-oest
Olmedo – Zamora – Ourense.
Madrid – Àvila – Salamanca – Frontera Portuguesa.
Corredor Nord
Valladolid – Venta de Baños – Burgos – Miranda de Ebro – Vitòria.
Venta de Baños – Palencia – Lleó – Oviedo.
Palecia – Santander.
Lleó – Astorga – Ponferrada – Monforte – Lugo – La Corunya.
Corredor Sud-oest
Madrid – Càceres – Badajoz – Frontera Portuguesa – Lisboa.
Sevilla – Huelva – Frontera Portuguesa.
Corredor Sud
Antequera – Granada.
Madrid – Alcázar de San Juan – Jaén.
Còrdova – Jaén – Granada – Almeria.
Corredor Costa Cantàbrica
Sant Sebastià – Ferrol.

## Serveis

Les seccions dels serveis ferroviaris d'alta velocitat que circulen per vies convencionals estan ressaltades en vermell i les que circulen per vies d'alta velocitat són blaves.

El 10 de maig de 2021, va començar a operar Ouigo, el servei d'alta velocitat de baix cost de l'empresa estatal francesa SNCF. Inicialment amb la línia Madrid-Barcelona. Posteriorment, RENFE va llançar Avlo, també un servei d'alta velocitat de baix cost', que es va estrenar el 23 de juny de 2021 amb vuit trens i també amb la línia Madrid-Barcelona.